# Carl Jacob Arnholm
Carl Jacob Arnholm, född 18 december 1899 i Kristiania, död 15 september 1976 i Oslo, var en norsk jurist.
Arnholm blev juris kandidat 1921, juris doktor 1931 och professor i rättsvetenskap vid Oslo universitet 1933. Han utgav bland annat Passivitetsvirkninger. Et bidrag til læren om de retstiftende kjensgerninger (1932), Lærebok i familieret (1936), Streiftog i obligationsretten (1939), Almindelig obligationsrett (2 band, 1941) och Pantereten (1942).